# Pimoa binchuanensis
Espèce
Pimoa binchuanensis est une espèce d'araignées aranéomorphes de la famille des Pimoidae.

## Distribution
Cette espèce est endémique du Yunnan en Chine,. Elle se rencontre dans le xian de Binchuan.

## Description
Le mâle holotype mesure 5,25 mm et la femelle paratype 7,12 mm.

## Étymologie
Son nom d'espèce, composé de binchuan et du suffixe latin -ensis, « qui vit dans, qui habite », lui a été donné en référence au lieu de sa découverte, le xian de Binchuan.

## Publication originale
- Zhang & Li, 2019 : On three species of the spider genus Pimoa (Araneae, Pimoidae) from China. ZooKeys, no 855, p. 1-13 (texte intégral).